# Rio Comana (Olt)
O Rio Comana é um rio da Romênia, afluente do Olt, localizado no distrito de Braşov.